# 磯部舞子
磯部 舞子（いそべ まいこ、1984年7月5日 - ）は、日本のヴァイオリニスト。東京都出身。ロック、民謡、民族音楽、演劇音楽など幅広い分野で活動している。
磯部の「べ」から「ベチコ」の愛称でも呼ばれている。

## 略歴
東京都生まれ。両親は名古屋出身。5歳のときに「ばいよりん」という響きに惹かれ、ヴァイオリンを習い始める。将来はできるOLになる野望があったが、うっかり就活を忘れフラフラしていたところ、近所の喫茶店で奥沢明雄、小山卓治、河村博司らと知り合い、多様な音楽スタイルと出会い現在に至る。
多くのアーティストと共演し、特に歌ものでは即興的なオブリガートを加えるスタイルが特徴。トラッド風の奏法を取り入れることもある。作曲も手がけ、時折自身で歌う。

## 主な共演者一覧（五十音順）
- Alan Patton（アコーディオニスト）
- 石川浩司（たま）
- 一噌幸弘（能楽師一噌流笛方）
- 伊藤多喜雄（民謡歌手）
- 伊藤ヨタロウ（メトロファルス）
- 大柴拓（作曲家・ギタリスト・アニメーション作家）
- 岡村トモ子（サックス奏者）
- 小山卓治（シンガーソングライター）
- 小山豊（津軽三味線）
- 甲斐よしひろ（甲斐バンド）
- 河村博司（シンガーソングライター）
- 楠木ともり（声優）
- 熊坂路得子（アコーディオニスト）
- 倉井夏樹（ハーモニカ奏者）
- 白崎映美（上々颱風）
- 寺田町（シンガーソングライター）
- チャラン・ポ・ランタン（バンド）
- 都丸智栄（アコーディオニスト）
- 中川五郎（シンガーソングライター）
- 新倉瞳（チェリスト）
- ハシケン（シンガーソングライター）
- 早川義夫（シンガーソングライター）
- 林正樹（ジャズピアニスト）
- ふーちん（ドラマー）
- 矢野妃菜喜（声優）

など

## 参加バンド
- Ensemble para furores（大柴拓 主宰）
- 小山卓治 Wonder 5
- 東京民謡倶楽部（小山豊 主宰）
- 間を奏でる（林正樹 主宰）
- ヨタロウバンド（伊藤ヨタロウ 主宰）

## 演劇音楽
舞台音楽にも多数参加し、舞台上で演奏することが多い。『宝飾時計』では全編を通じて役者と同じ空間で演奏した。松尾スズキ（大人計画）や根本宗子の作品に多く関わり、国広和毅が音楽監督を務める作品にも携わる。

### 参加作品一覧
- 『ゴーゴーボーイズ ゴーゴーヘブン』（2016年7月、松尾スズキ作・演出）
- 『キャバレー』（2017年1月、松尾スズキ演出）
- 『超、Maria』（2020年1月、根本宗子作・演出）
- 『超、Maria（配信）』（2020年9月、根本宗子作・演出）
- 『シブヤデアイマショウ』（2021年4月、松尾スズキ作・演出）
- 『アンナ・カレーニナ』（2021年8月、Phillip Breen演出　※コロナ禍により中止）
- 『Cape jasmine』（2021年10月、根本宗子作・演出）
- 『宝飾時計』（2023年1月、根本宗子作・演出）
- 『シブヤデマタアイマショウ』（2023年3月、松尾スズキ作・演出）
- 『セツアンの善人』（2024年10月、白井晃演出）
- 『ワイルドグレイ』（2025年1月、根本宗子演出）

### 録音参加作品
- 『ふくすけ』（2012年8月、松尾スズキ演出）
- 『広島ジャンゴ』（2022年4月、蓬莱竜太演出）
- 『貧乏物語』（2022年4月、栗山民也演出）
- 『毛皮のヴィーナス』（2022年8月、五戸真理枝演出）
- 『血の婚礼』（2024年12月、栗山民也演出）

## 使用楽器
メイン楽器は五弦ヴァイオリン。個人輸入したピエゾピックアップを自ら半田付けし、エレキ化している。
『間を奏でる』のライブでは、四弦ヴァイオリンとヴィオラを演奏している。

## おもちゃ楽器
アンデス、鍵盤ハーモニカ、コケロミンなどを愛用。特に動物型の楽器が好きで収集している。ライブで使用する動物楽器にはコケロミンの「コケザブロウ」、子供用おもちゃのユニコーンの「レロ美」など名前をつけ同僚達と呼んでいる。『シブヤデアイマショウ』（2021年）、『シブヤデマタアイマショウ』（2023）では、同僚達に加え、グロッケン、ウィンドチャイム、スレイベル等のパーカッションも担当。

## その他

### イラスト
ライブスケジュール一覧のチラシを手書きで10年以上制作している。
日常の出来事を描いたイラストをSNSに投稿することもあり、手書きイラストのグッズも制作している。

### すしの子ちゃん
タマノイ酢の「すしのこ」を愛用し、好きすぎるあまり「すしの子ちゃん」というキャラクターを考案。「すしのこのうた」を作曲しSNSに投稿したところ、タマノイ酢の担当者から直接連絡があり「これはタイアップか？！」と期待に胸を躍らせたが、感謝の意を表され「すしのこ1年分」を進呈された。また、すしの子ちゃんのアニメーションLINEスタンプも制作。

### 金継ぎ
金継ぎを趣味とし、作業をツイキャスで配信している。

### Y字バランス
Y字バランスが特技で、大ホールでの演奏時には「#小屋とY字バランスと私」というハッシュタグで客席をバックにY字バランスの写真をSNSに投稿している。

### 擦弦ロマン
擦弦楽器の単語をデザインしたオリジナルアクセサリーブランド。キーホルダー・ピアス・イヤリングを展開し、『松脂×膠』『魂柱×駒』『擦弦×弓』の3種類のデザインがある。現在はライブ物販と公式オンラインショップ《ベチコ商店》にて販売。

## ディスコグラフィ

### 2012年
- 『つがいの歯車』（チャラン・ポ・ランタン）
- 『たがいの鍵穴』（チャラン・ポ・ランタン）

### 2013年
- 『ふたえの螺旋』（チャラン・ポ・ランタン）

### 2014年
- 『ベチコ図鑑《第一巻》』（磯部舞子）
- 『doux』（間を奏でる）
- 『テアトル・テアトル』（チャラン・ポ・ランタン）
- 『悲喜劇』（チャラン・ポ・ランタン）
- 『魔女と百騎兵』（佐藤天平）

### 2015年
- 『テアトルの残像（DVD）』（チャラン・ポ・ランタン）

### 2016年
- 『Blessing in disguise』（伊藤ヨタロウ）
- 『ランドスケイプ』（ハシケントリオ）
- 『トリドリ』（シシド・カフカ）08 Spider trap
- 『女の46分』（チャラン・ポ・ランタン）
- 『女たちの残像』（チャラン・ポ・ランタン）
- 『借りもの協奏』（チャラン・ポ・ランタン）

### 2017年
- 『野放し』（とまべち：都丸智栄&磯部舞子）
- 『はるか』（小山卓治）
- 『よろこびの歌』（河村博司）
- 『砂漠のメルヴィア（配信）』（ザッハトルテ）
- 『トリトメナシ』（チャラン・ポ・ランタン）
- 『ミラージュ・コラージュ』（チャラン・ポ・ランタン）
- 『トリトメナイ音楽会（DVD）』（チャラン・ポ・ランタン）
- 『billboard LIVE 2016(DVD)』（甲斐よしひろ）

### 2018年
- 『memimimamon』（小林武文）
- 『きみといたら/渇れない華』（ハシケントリオ）
- 『過去レクション』（チャラン・ポ・ランタン）
- 『GREEN CHORUS』（間を奏でる）

### 2019年
- 『ひきでもの』（河村博司・磯部舞子）
- 『ドロン・ド・ロンド』（チャラン・ポ・ランタン）
- 『いい過去どり』（チャラン・ポ・ランタン）

### 2020年
- 『コ・ロシア』（チャラン・ポ・ランタン）
- 『こもりうた』（チャラン・ポ・ランタン）
- 『道』（寺田町 LA STRADA）

### 2021年
- 『旅立讃歌』（チャラン・ポ・ランタン）
- 『彼のすきな歌』（渡辺美里）01 YELLOW MAGIC CARNIVAL

### 2022年
- 『夜明けに羽ばたく鳥の歌』（寺田町 LA STRADA）
- 『Are U Romantic?』（UA）05 Honesty

### 2023年
- 『東京民謡倶楽部民謡集 初巻』（東京民謡倶楽部）
- 『DAHLIA』（小山卓治）
- 『楽園』（ENSEMBLE PARA FURORES）

### 2024年
- 『ブロンドはゆらゆらと揺れていた』（寺田町 and Musicians around him）